# Ничто не вечно (фильм, 1995)
«Ничто не вечно» (англ. Nothing Lasts Forever) — телефильм 1995 года режиссёра Джека Бендера. Экранизация произведения, автор которого — Сидни Шелдон.

## Сюжет
Три подруги Пэйдж Тэйлор, Элизабет-Лу Тафт и Кейт Хантер снимают квартиру и работают врачами-стажерами в окружной больнице Эмбаркадеро в Сан-Франциско. Все они высококвалифицированные специалисты и безгранично любят своё дело. Одним из пациентов Пэйдж Тэйлор становится Джон Кронин.
У старика последняя стадия рака, и он знает, что скоро умрет. С каждым днем ему все труднее терпеть страшные боли. По просьбе Джона Пэйдж помогает ему уйти из жизни, хотя это решение дается ей нелегко. А через некоторое время её арестовывают за убийство Джона Кронина. Перед смертью он изменил завещание и оставил миллион долларов Пэйдж, а не жене. Начинается судебное разбирательство, в ходе которого выясняется, что и в судьбе доктора Тафт и доктора Хантер было и остается все далеко не безоблачно: доктор Тафт в карьере частенько полагалась не на знания, а на собственную красоту и сексуальность, а доктор Хантер подвергалась дискриминации как темнокожая — и это ещё не все.

## В ролях
- Гейл О’Грэйди — доктор Пэйдж Тэйлор
- Брук Шилдс — доктор Бэт Тафт
- Ванесса Уильямс — доктор Кэти «Кэт» Хантер
- Грегори Харрисон — доктор Бенджамин «Бен» Уоллес
- Стефен Кэффри — Джейсон Кёртис
- Крис Нот — доктор Кен Мэллори
- Т. Дж. Лоузер — Ломакс
- Ллойд Бриджес — Джон Кронин
- Джералд МакРэйни — доктор Лоуренс Баркер
- Майкл Флинн — доктор Артур Кейн
- Лео Гетер — доктор Бен Миллс
- Генри Дж. Сандерс — детектив Дэн Бриттон
- Мешах Тэйлор
- Сол Рубинек
- Денис Арндт
- Мэри Карвер — Хейзел Кронин